# گالینا کولاکووا
گالینا کولاکووا ورزشکار زن رشتهٔ اسکی صحرانوردی اهل اتحاد شوروی بود. وی در بین سال‌های ‎۱۹۷۲ تا ۱۹۸۰ میلادی در مسابقات بازی‌های المپیک زمستانی در مجموع ۸ مدال، شامل ۴ مدال طلا و ۲ نقره و ۲ برنز را کسب کرد.